# Nikołaj Cułygin
Nikołaj Leonidowicz Cułygin, ros. Николай Леонидович Цулыгин (ur. 29 maja 1975 w Ufie) – rosyjski hokeista, trener hokejowy.
Jego syn Kiriłł (ur. 1996) także został hokeistą

## Kariera zawodnicza
- Saławat Jułajew Ufa (1990-1995)
  -  Awangard Ufa (1990-1992)
  -  Nowoił Ufa (1993/1994)
  -  CSKA Moskwa (1994/1995)
- Baltimore Bandits (1995-1997)
- Mighty Ducks of Anaheim (1996/1997)
- Fort Wayne Komets (1997-1998, 1999)
- Cincinnati Mighty Ducks (1997-1998)
- Saławat Jułajew Ufa (1998/1999)
  -  Nowoił Ufa (1998/1999)
- Ak Bars Kazań (1999-2000)
- Saławat Jułajew Ufa (2000-2002)
  -  Siewierstal Czerepowiec (2000-2001)
- Mietałłurg Magnitogorsk (2001)
- Nieftiechimik Niżniekamsk (2002-2004)
- Saławat Jułajew Ufa (2004-2006)
  -  Dinamo Moskwa (2005)
- Sibir Nowosybirsk (2006-2007)
- Torpedo Niżny Nowogród (2007/2008)

Wychowanek klubu Saławatu Jułajew Ufa w rodzinnym mieście. W pierwszych latach kariery grał w macierzystym zespole oraz CSKA Moskwa. W młodości występował w juniorskich kadrach Rosji. Uczestniczył w turniejach mistrzostw Europy juniorów do lat 18 edycji 1993 oraz mistrzostw świata juniorów do lat 20 edycji 1993, 1994. W drafcie NHL z 1993 został wybrany przez amerykański klub Mighty Ducks of Anaheim. W 1995 wyjechał do USA, gdzie grał przez cztery niepełne sezony. Występował głównie w drużynach lig AHL i IHL, zaś w drużynie z Anaheim z rozgrywek NHL grał nieregularnie w sezonie NHL (1996/1997). W trakcie sezonu 1998/1998 powrócił do Rosji i od tego czasu był zawodnikiem klubów Superligi do sezonu 2007/2008, gdy zakończył karierę.

## Kariera trenerska
- Saławat Jułajew Ufa do lat 16 (2013-2014), główny trener
- Saławat Jułajew Ufa do lat 16 (2013-2014), główny trener
- Tołpar Ufa (2015-2017), asystent trenera
- Saławat Jułajew Ufa (2017-2018), asystent trenera
- Saławat Jułajew Ufa (2018-2020), główny trener
- Saławat Jułajew Ufa (2020-), asystent trenera

Po zakończeniu kariery zawodniczej został trenerem. Podjął pracę w macierzystym Saławacie szkoląc zespoły juniorskie. Od 2015 do 2017 był asystentem trenera Tołparu, juniorskiego zespołu z Ufy grającego w rozgrywkach MHL. Następnie został asystentem głównego trenera Erkki Westerlunda seniorskiej drużyny Saławatu w rozgrywkach KHL, pełniąc funkcję w sezonie KHL (2017/2018). W kwietniu 2018 został mianowany głównym trenerem Saławatu. Po sezonie KHL (2019/2020) został zastąpiony przez dotychczasowego asystenta, Fina Tomiego Lämsä, po czym został jego asystentem.

## Sukcesy
Zawodnicze reprezentacyjne
- Srebrny medal mistrzostw Europy juniorów do lat 18: 1993
- Brązowy medal mistrzostw świata juniorów do lat 18: 1994

Zawodnicze klubowe
- Złoty medal wyższej ligi: 1992 z Saławatem Jułajew Ufa
- Brązowy medal mistrzostw Rosji: 1995 z Saławatem Jułajew Ufa, 2001 z Siewierstalą Czerepowiec
- Srebrny medal mistrzostw Rosji: 2000 z Ak Barsem Kazań
- Trzecie miejsce w Pucharze Kontynentalnym: 2000 z Ak Barsem Kazań
- Złoty medal mistrzostw Rosji: 2005 z Dinamem Moskwa

Szkoleniowe klubowe
- Srebrny medal mistrzostw Rosji drużyn szkół sportowych z rocznika 1997: 2014